# Campeonato Argentino de Futebol de 2025 – Primeira Divisão
A Primeira Divisão do Campeonato Argentino de Futebol de 2025, também conhecida como Primera División Argentina 2025 ou Liga Profesional 2025 é a 96ª temporada e 140ª edição da principal divisão profissional do futebol argentino. É o quinto organizado pela Liga Profissional de Futebol (Liga Profesional de Fútbol), órgão interno da Associação do Futebol Argentino (AFA).
Começou em 23 de janeiro e terminará em 14 de dezembro. Trinta equipes competem na liga: vinte e oito vindas da temporada 2024 e duas promovidas da Primera Nacional de 2024 (Aldosivi e San Martín; a primeira participa da primeira divisão argentina pela primeira vez desde 2022 e a segunda, desde 2018-19). O Vélez Sarsfield é o campeão vigente.
Durante o Apertura, o árbitro Yael Falcón Pérez suspendeu a partida entre Godoy Cruz x Talleres em 4 de fevereiro pela 3ª rodada antes do início do segundo tempo após o árbitro assistente Diego Martín ter sido atingido na cabeça por um objeto atirado das arquibancadas do Estádio Víctor Legrotaglie. O Tribunal Disciplinar da AFA decidiu em 20 de fevereiro retomar a partida e jogar o segundo tempo em uma data a ser determinada a portas fechadas. O Godoy Cruz perdeu três pontos e teve que jogar mais seis partidas a portas fechadas. Eles também tiveram que pagar as despesas de viagem do Talleres e uma multa. A partida será retomada no Estádio Malvinas Argentinas em 22 de março de 2025.

## Formato da competição
O formato da competição para esta temporada consistirá em dois torneios (Apertura e Clausura), cada um com cinco fases. Na primeira, as 30 equipes foram sorteadas em dois grupos ou zonas de quinze times cada e jogarão em um formato de todos contra todos em turno único. Além disso, cada equipe jogará duas partidas interzonais: a primeira contra seu rival da outra zona, e a segunda contra uma outra equipe, determinada por sorteio. As oito equipes melhor colocadas em cada grupo avançará às oitavas de final. As fases finais (oitavas, quartas de final, semifinais e final) serão jogadas em partida única.
Os vencedores do Apertura e do Clausura se classificarão para a Copa Libertadores de 2026 como Argentina 1 e Argentina 2, respectivamente. A classificação para os torneios internacionais será determinada pela tabela geral da Primera División de 2025.
Nesta temporada, dois times serão rebaixados à Primera B Nacional. Uma equipe será rebaixada baseada nos coeficientes, assim como a equipe que terminar no final da tabela agregada de 2025.

## Participantes

### Ascensos e descensos
| Clube      | Promovido como                   |
| ---------- | -------------------------------- |
| Aldosivi   | Campeão da Primera Nacional 2024 |
| San Martín | Vencedor do Torneo Reducido      |

- Não houve rebaixados na temporada anterior, elevando o número de participantes deste ano para 30.

### Informações dos clubes
| Equipe                  | Cidade                | Província              | Estádio (mando)                     | Capacidade | Títulos (último) |
| ----------------------- | --------------------- | ---------------------- | ----------------------------------- | ---------- | ---------------- |
| Aldosivi                | Mar del Plata         | Buenos Aires           | José María Minella                  | 35 180     | 0 (nenhum)       |
| Argentinos Juniors      | Buenos Aires          | Cidade de Buenos Aires | Diego Armando Maradona              | 24 000     | 3 (2010–C)       |
| Atlético Tucumán        | San Miguel de Tucumán | Tucumán                | Monumental José Fierro              | 35 200     | 0 (nenhum)       |
| Banfield                | Banfield              | Buenos Aires           | Florencio Sola                      | 34 901     | 1 (em 2009–A)    |
| Barracas Central        | Buenos Aires          | Cidade de Buenos Aires | Claudio Chiqui Tapia                | 4 400      | 0 (nenhum)       |
| Belgrano                | Córdoba               | Córdoba                | Gigante de Alberdi                  | 30 500     | 0 (nenhum)       |
| Boca Juniors            | Buenos Aires          | Cidade de Buenos Aires | Alberto Jacinto Armando             | 49 000     | 35 (2022)        |
| Central Córdoba         | Santiago del Estero   | Santiago del Estero    | Alfredo Terrera                     | 16 000     | 0 (nenhum)       |
| Defensa y Justicia      | Florencio Varela      | Buenos Aires           | Norberto Tomaghello                 | 20 000     | 0 (nenhum)       |
| Deportivo Riestra       | Buenos Aires          | Cidade de Buenos Aires | Guillermo Laza                      | 3 000      | 0 (nenhum)       |
| Estudiantes             | La Plata              | Buenos Aires           | Jorge Luis Hirschi                  | 30 108     | 6 (2010–A)       |
| Gimnasia y Esgrima      | La Plata              | Buenos Aires           | Juan Carmelo Zerillo                | 21 500     | 1 (em 1929)      |
| Godoy Cruz              | Godoy Cruz            | Mendoza                | Malvinas Argentinas                 | 42 000     | 0 (nenhum)       |
| Huracán                 | Buenos Aires          | Cidade de Buenos Aires | Tomás Adolfo Ducó                   | 48 314     | 5 (1973)         |
| Independiente           | Avellaneda            | Buenos Aires           | Libertadores de América             | 42 069     | 16 (2002)        |
| Independiente Rivadavia | Mendoza               | Mendoza                | Bautista Gargantini                 | 25 000     | 0 (nenhum)       |
| Instituto               | Córdoba               | Córdoba                | Juan Domingo Perón                  | 26 000     | 0 (nenhum)       |
| Lanús                   | Lanús                 | Buenos Aires           | Ciudad de Lanús - Nestor Díaz Pérez | 46 619     | 2 (2016)         |
| Newell's Old Boys       | Rosário               | Santa Fé               | Marcelo Bielsa                      | 42 000     | 6 (2013–F)       |
| Platense                | Vicente López         | Buenos Aires           | Ciudad de Vicente López             | 32 000     | 0 (nenhum)       |
| Racing                  | Avellaneda            | Buenos Aires           | Presidente Perón                    | 51 000     | 18 (2018–19)     |
| River Plate             | Buenos Aires          | Cidade de Buenos Aires | Antonio Vespucio Liberti            | 66 269     | 38 (2023)        |
| Rosário Central         | Rosário               | Santa Fé               | Dr. Lisandro de la Torre            | 41 465     | 4 (1986–87)      |
| San Lorenzo             | Buenos Aires          | Cidade de Buenos Aires | Pedro Bidegain                      | 47 964     | 15 (2013–I)      |
| San Martín              | San Juan              | San Juan               | Ingeniero Hilario Sánchez           | 26 500     | 0 (nenhum)       |
| Sarmiento               | Junín                 | Buenos Aires           | Eva Perón                           | 22 000     | 0 (nenhum)       |
| Talleres                | Córdoba               | Córdoba                | Mario Alberto Kempes                | 57 000     | 0 (nenhum)       |
| Tigre                   | Victoria              | Buenos Aires           | Coliseo de Victoria                 | 28 684     | 0 (nenhum)       |
| Unión de Santa Fe       | Santa Fé              | Santa Fé               | 15 de Abril                         | 26 000     | 0 (nenhum)       |
| Vélez Sarsfield         | Buenos Aires          | Cidade de Buenos Aires | José Amalfitani                     | 49 540     | 11 (2024)        |

## Sorteio
O sorteio para as fases de grupo se deu em 20 de dezembro de 2024 no Estádio de Futsal da AFA em Ezeiza. As 30 equipes foram sorteadas em dois grupos de quinze.
| Equipe 1 | Equipe 2 |
| --- | --- |
| - Boca Juniors - Independiente - Huracán - Newell's Old Boys - Estudiantes - Instituto - Banfield - Belgrano - Argentinos Juniors - Tigre - Godoy Cruz - Atlético Tucumán - Defensa y Justicia - Barracas Central - Aldosivi | - River Plate - Racing - San Lorenzo - Rosário Central - Gimnasia y Esgrima - Unión de Santa Fe - Lanús - Talleres - Platense - Vélez Sarsfield - Independiente Rivadavia - Central Córdoba - Deportivo Riestra - Sarmiento - San Martín |

## Torneio Apertura
O Torneo Apertura de 2025 (oficialmente Torneo Betano Apertura 2025 por motivos comerciais) é o primeiro torneio da temporada 2025. Começou em 23 de janeiro e terminou em 1º de junho.

### Fase de grupos
Na fase de grupos, cada grupo será jogado em um sistema de todos contra todos em turno único. Além disso, cada equipe jogará duas partidas interzonais: a primeira contra seu rival da outra zona, e a segunda contra uma outra equipe, determinada por sorteio. Os times serão ranqueados de acordo com os seguintes critérios: 1. Pontos (3 pontos para vitória, 1 ponto para empate e 0 ponto para derrota); 2. Saldo de gol; 3. Gols marcados; 4. Confronto direto; 5. Ranking de fair play; 6. Sorteio.
As oito equipes melhor colocadas em cada grupo avançará às oitavas de final.

#### Tabelas

##### Zona A
| Pos | Equipe                  | Pts | J  | V  | E | D | GP | GC | SG  | Classificado            |
| --- | ----------------------- | --- | -- | -- | - | - | -- | -- | --- | ----------------------- |
| 1   | Argentinos Juniors      | 33  | 16 | 9  | 6 | 1 | 24 | 9  | +15 | Avançam para as oitavas |
| 2   | Boca Juniors            | 33  | 16 | 10 | 3 | 3 | 24 | 11 | +13 | Avançam para as oitavas |
| 3   | Racing                  | 28  | 16 | 9  | 1 | 6 | 26 | 16 | +10 | Avançam para as oitavas |
| 4   | Huracán                 | 27  | 16 | 7  | 6 | 3 | 19 | 12 | +7  | Avançam para as oitavas |
| 5   | Tigre                   | 27  | 16 | 8  | 3 | 5 | 18 | 12 | +6  | Avançam para as oitavas |
| 6   | Independiente Rivadavia | 27  | 16 | 7  | 6 | 3 | 20 | 17 | +3  | Avançam para as oitavas |
| 7   | Barracas Central        | 26  | 16 | 7  | 5 | 4 | 20 | 18 | +2  | Avançam para as oitavas |
| 8   | Estudiantes             | 21  | 16 | 5  | 6 | 5 | 18 | 19 | −1  | Avançam para as oitavas |
| 9   | Newell's Old Boys       | 19  | 16 | 5  | 4 | 7 | 12 | 15 | −3  |                         |
| 10  | Defensa y Justicia      | 19  | 16 | 5  | 4 | 7 | 18 | 22 | −4  |                         |
| 11  | Central Córdoba         | 18  | 16 | 5  | 3 | 8 | 21 | 22 | −1  |                         |
| 12  | Belgrano                | 17  | 16 | 3  | 8 | 5 | 13 | 23 | −10 |                         |
| 13  | Aldosivi                | 15  | 16 | 4  | 3 | 9 | 18 | 28 | −10 |                         |
| 14  | Banfield                | 14  | 16 | 3  | 5 | 8 | 14 | 19 | −5  |                         |
| 15  | Unión de Santa Fe       | 14  | 16 | 3  | 5 | 8 | 11 | 17 | −6  |                         |

##### Zona B
| Pos | Equipe             | Pts | J  | V  | E | D  | GP | GC | SG  | Classificado            |
| --- | ------------------ | --- | -- | -- | - | -- | -- | -- | --- | ----------------------- |
| 1   | Rosário Central    | 35  | 16 | 10 | 5 | 1  | 22 | 8  | +14 | Avançam para as oitavas |
| 2   | River Plate        | 31  | 16 | 8  | 7 | 1  | 21 | 9  | +12 | Avançam para as oitavas |
| 3   | Independiente      | 29  | 16 | 8  | 5 | 3  | 23 | 12 | +11 | Avançam para as oitavas |
| 4   | San Lorenzo        | 27  | 16 | 7  | 6 | 3  | 14 | 10 | +4  | Avançam para as oitavas |
| 5   | Deportivo Riestra  | 24  | 16 | 5  | 9 | 2  | 13 | 7  | +6  | Avançam para as oitavas |
| 6   | Platense           | 23  | 16 | 6  | 5 | 5  | 13 | 11 | +2  | Avançam para as oitavas |
| 7   | Lanús              | 20  | 16 | 4  | 8 | 4  | 13 | 11 | +2  | Avançam para as oitavas |
| 8   | Instituto          | 18  | 16 | 5  | 3 | 8  | 16 | 20 | −4  | Avançam para as oitavas |
| 9   | Godoy Cruz         | 17  | 16 | 3  | 8 | 5  | 8  | 18 | −10 |                         |
| 10  | Atlético Tucumán   | 16  | 16 | 5  | 1 | 10 | 17 | 21 | −4  |                         |
| 11  | Gimnasia y Esgrima | 16  | 16 | 4  | 4 | 8  | 9  | 18 | −9  |                         |
| 12  | Sarmiento          | 15  | 16 | 2  | 9 | 5  | 11 | 19 | −8  |                         |
| 13  | Vélez Sarsfield    | 14  | 16 | 4  | 2 | 10 | 7  | 22 | −15 |                         |
| 14  | Talleres           | 13  | 16 | 2  | 7 | 7  | 11 | 15 | −4  |                         |
| 15  | San Martín         | 9   | 16 | 2  | 3 | 11 | 5  | 18 | −13 |                         |

1. ↑  O Godoy Cruz perdeu três pontos depois de um árbitro assistente ter sido atingido na cabeça por um objeto atirado da arquibancada durante a partida contra o Talleres.

#### Resultados
Na fase de grupos, as equipes jogarão um contra o outro em seus grupos (em casa ou fora), mais dois jogos interzonais, totalizando 16 rodadas.

##### Zona A
| Mandante \ Visitante    | ALD  | ARG  | BAN  | BAR  | BEL  | BOC  | CCO  | DYJ  | EST  | HUR  | IRI  | NOB  | RAC  | TIG  | UNI  |
| ----------------------- | ---- | ---- | ---- | ---- | ---- | ---- | ---- | ---- | ---- | ---- | ---- | ---- | ---- | ---- | ---- |
| Aldosivi                | —    | null | 2–1  | 1–3  | null | null | null | 0–5  | 2–2  | null | null | null | 0–2  | 0–2  | 2–1  |
| Argentinos Juniors      | 0–2  | —    | null | 3–0  | null | null | null | 4–1  | 4–0  | 1–1  | 0–0  | null | null | 1–0  | null |
| Banfield                | null | 1–2  | —    | null | 1–1  | 0–1  | 3–1  | null | null | 0–0  | 1–1  | 3–0  | null | null | null |
| Barracas Central        | null | null | 1–0  | —    | null | null | 3–3  | null | 2–1  | null | null | 2–0  | 1–3  | 1–0  | 2–1  |
| Belgrano                | 2–0  | 1–1  | null | 1–1  | —    | 1–3  | null | 2–0  | null | 1–1  | 0–3  | null | null | null | null |
| Boca Juniors            | 2–1  | 0–0  | null | 1–0  | null | —    | null | 4–0  | 2–0  | 2–1  | 2–0  | null | null | null | null |
| Central Córdoba (SdE)   | 1–0  | 1–1  | null | null | 4–0  | 0–3  | —    | null | null | 1–2  | 1–2  | 2–0  | null | null | null |
| Defensa y Justicia      | null | null | 0–1  | 1–1  | null | null | 2–1  | —    | 1–0  | null | null | null | 1–2  | 1–2  | 0–0  |
| Estudiantes (LP)        | null | null | 1–0  | null | 0–1  | null | 3–2  | null | —    | null | null | 1–1  | 2–0  | 0–0  | 3–1  |
| Huracán                 | 3–3  | null | null | 0–1  | null | null | null | 1–1  | 0–0  | —    | 2–0  | null | null | 2–0  | 1–0  |
| Independiente Rivadavia | 1–0  | null | null | 0–0  | null | null | null | 3–2  | 2–2  | null | —    | null | 2–1  | 1–4  | 2–0  |
| Newell's Old Boys       | 1–0  | 0–0  | null | null | 0–0  | 2–0  | null | 0–1  | null | 2–0  | 0–1  | —    | null | null | null |
| Racing                  | null | 2–3  | 4–1  | null | 4–0  | 2–0  | 1–0  | null | null | 0–1  | null | 1–0  | —    | null | null |
| Tigre                   | null | null | 1–0  | null | 0–0  | 1–1  | 1–2  | null | null | null | null | 0–2  | 1–0  | —    | 1–0  |
| Unión                   | null | 0–1  | 3–1  | null | 1–1  | 1–1  | 1–0  | null | null | null | null | 1–1  | 0–1  | null | —    |

##### Zona B
| Mandante \ Visitante    | ATU  | DRI  | GLP  | GOD  | IND  | INS  | LAN  | PLA  | RIV  | ROS  | SLO  | SMA  | SAR  | TAL  | VEL  |
| ----------------------- | ---- | ---- | ---- | ---- | ---- | ---- | ---- | ---- | ---- | ---- | ---- | ---- | ---- | ---- | ---- |
| Atlético Tucumán        | —    | 0–3  | 0–1  | null | 2–0  | 3–2  | 1–0  | null | null | null | null | null | 5–0  | null | 1–2  |
| Deportivo Riestra       | null | —    | null | 3–0  | null | null | null | 1–0  | 0–0  | 0–0  | 0–0  | 0–0  | null | 0–0  | null |
| Gimnasia y Esgrima (LP) | null | 1–1  | —    | 3–0  | null | null | null | 1–0  | 0–3  | null | 0–2  | 1–0  | 0–0  | null | null |
| Godoy Cruz              | 1–0  | null | null | —    | null | null | 0–0  | 1–1  | 0–0  | 0–3  | 0–0  | null | null | 0–0  | null |
| Independiente           | null | 0–0  | 2–0  | 4–0  | —    | 2–0  | null | null | null | null | null | 2–0  | 2–1  | null | 3–0  |
| Instituto               | null | 3–0  | 3–0  | 1–1  | null | —    | null | null | null | null | 0–1  | 1–0  | 1–1  | null | 2–0  |
| Lanús                   | null | 0–2  | 0–0  | null | 1–1  | 4–1  | —    | null | null | null | null | 1–0  | 2–0  | null | 0–0  |
| Platense                | 2–1  | null | null | null | 1–1  | 1–0  | 0–0  | —    | 1–1  | 0–0  | null | null | null | 2–1  | null |
| River Plate             | 1–0  | null | null | null | 2–0  | 1–0  | 1–0  | null | —    | 2–2  | null | null | null | 1–1  | 4–1  |
| Rosario Central         | 3–1  | null | 2–1  | null | 1–0  | 3–0  | 2–1  | null | null | —    | null | null | 1–0  | null | 2–1  |
| San Lorenzo             | 1–0  | null | null | null | 1–2  | null | 1–1  | 2–1  | 0–0  | 0–1  | —    | null | null | 1–0  | null |
| San Martín (SJ)         | 0–1  | null | null | 1–0  | null | null | null | 0–2  | 0–2  | 0–0  | 0–1  | —    | null | 0–1  | null |
| Sarmiento (J)           | null | 2–1  | null | 0–0  | null | null | null | 0–1  | 1–1  | null | 1–1  | 1–1  | —    | 0–0  | null |
| Talleres (C)            | 1–1  | null | 2–0  | null | 2–3  | 1–2  | 0–1  | null | null | 0–0  | null | null | null | —    | 0–1  |
| Vélez Sarsfield         | null | 0–1  | 1–0  | 0–2  | null | null | null | 0–1  | null | null | 0–0  | 1–0  | 0–1  | null | —    |

##### Partidas interzonais
| Casa               | Placar | Fora                    |
| ------------------ | ------ | ----------------------- |
| Tigre              | 3–0    | Vélez Sarsfield         |
| Central Córdoba    | 2–0    | Atlético Tucumán        |
| Argentinos Juniors | 1–0    | Platense                |
| Deportivo Riestra  | 1–1    | Defensa y Justicia      |
| Unión de Santa Fe  | 0–0    | Instituto               |
| Newell's Old Boys  | 1–2    | Rosário Central         |
| Huracán            | 2–0    | San Lorenzo             |
| Sarmiento          | 1–1    | Barracas Central        |
| Independiente      | 1–1    | Racing                  |
| Belgrano           | 1–1    | Talleres                |
| Godoy Cruz         | 1–1    | Independiente Rivadavia |
| Gimnasia y Esgrima | 1–1    | Estudiantes             |
| Lanús              | 1–1    | Banfield                |
| River Plate        | 2–1    | Boca Juniors            |
| San Martín         | 0–3    | Aldosivi                |

| Casa                    | Placar | Fora               |
| ----------------------- | ------ | ------------------ |
| Boca Juniors            | 1–0    | Rosário Central    |
| Central Córdoba         | 0–0    | Deportivo Riestra  |
| San Martín              | 3–1    | Belgrano           |
| Aldosivi                | 2–2    | Sarmiento          |
| River Plate             | 0–2    | Estudiantes        |
| Talleres                | 1–2    | Tigre              |
| Unión de Santa Fe       | 1–0    | Gimnasia y Esgrima |
| Argentinos Juniors      | 2–0    | Instituto          |
| Independiente Rivadavia | 1–1    | Lanús              |
| Vélez Sarsfield         | 0–2    | Huracán            |
| Barracas Central        | 1–2    | Godoy Cruz         |
| San Lorenzo             | 3–2    | Racing             |
| Atlético Tucumán        | 1–2    | Newell's Old Boys  |
| Banfield                | 0–0    | Independiente      |
| Platense                | 0–1    | Defensa y Justicia |

Atualizado até os jogos disputados em 16 de março de 2025. Fonte:AFA

Legenda: Azul = vitória do time da casa; Amarelo = empate; Vermelho = vitória do time de fora.

### Fases finais
Começando nas oitavas de final, as equipes jogarão um torneio de eliminação direta em jogo único com as seguintes regras:
- Nas oitavas, nas quartas e nas semifinais, o melhor colocado será o time anfitrião.
  - Em caso de empate, uma disputa por pênaltis será usada para determinar os vencedores.
- A final será jogada em campo neutro.
  - Em caso de empate, uma prorrogação será jogada. Se o placar permanecer empatado, uma disputa de pênaltis será usada para determinar os campeões.

#### Esquema
|  | Oitavas | Oitavas                 | Oitavas |               |       | Quartas            | Quartas | Quartas |  |  | Semifinais | Semifinais | Semifinais |  |  | Final | Final | Final |  |
|  |         |                         |         |               |       |                    |         |         |  |  |            |            |            |  |  |       |       |       |  |
|  | 1A      | Argentinos Juniors      | 3       |               |       |                    |         |         |  |  |            |            |            |  |  |       |       |       |  |
|  | 1A      | Argentinos Juniors      | 3       |               |       |                    |         |         |  |  |            |            |            |  |  |       |       |       |  |
|  | 8B      | Instituto               | 1       |               |       |                    |         |         |  |  |            |            |            |  |  |       |       |       |  |
|  | 8B      | Instituto               | 1       |               | 1A    | Argentinos Juniors | 1 (7)   |         |  |  |            |            |            |  |  |       |       |       |  |
|  |         |                         |         |               | 1A    | Argentinos Juniors | 1 (7)   |         |  |  |            |            |            |  |  |       |       |       |  |
|  |         |                         | 4B      | San Lorenzo   | 1 (8) |                    |         |         |  |  |            |            |            |  |  |       |       |       |  |
|  | 4B      | San Lorenzo             | 4B      | San Lorenzo   | 1 (8) | 2                  |         |         |  |  |            |            |            |  |  |       |       |       |  |
|  | 4B      | San Lorenzo             |         |               |       |                    |         |         |  |  |            |            |            |  |  |       |       |       |  |
|  | 5A      | Tigre                   | 1       |               |       |                    |         |         |  |  |            |            |            |  |  |       |       |       |  |
|  | 5A      | Tigre                   | 1       |               | 4B    | San Lorenzo        | 0       |         |  |  |            |            |            |  |  |       |       |       |  |
|  |         |                         |         |               |       |                    |         |         |  |  |            |            |            |  |  |       |       |       |  |
|  |         |                         | 6B      | Platense      | 1     |                    |         |         |  |  |            |            |            |  |  |       |       |       |  |
|  | 2B      | River Plate             | 6B      | Platense      | 1     | 3                  |         |         |  |  |            |            |            |  |  |       |       |       |  |
|  | 2B      | River Plate             |         |               |       |                    |         |         |  |  |            |            |            |  |  |       |       |       |  |
|  | 7A      | Barracas Central        | 0       |               |       |                    |         |         |  |  |            |            |            |  |  |       |       |       |  |
|  | 7A      | Barracas Central        | 0       |               | 2B    | River Plate        | 1 (2)   |         |  |  |            |            |            |  |  |       |       |       |  |
|  |         |                         |         |               | 2B    | River Plate        | 1 (2)   |         |  |  |            |            |            |  |  |       |       |       |  |
|  |         |                         | 6B      | Platense      | 1 (4) |                    |         |         |  |  |            |            |            |  |  |       |       |       |  |
|  | 3A      | Racing                  | 6B      | Platense      | 1 (4) | 0                  |         |         |  |  |            |            |            |  |  |       |       |       |  |
|  | 3A      | Racing                  |         |               |       |                    |         |         |  |  |            |            |            |  |  |       |       |       |  |
|  | 6B      | Platense                | 1       |               |       |                    |         |         |  |  |            |            |            |  |  |       |       |       |  |
|  | 6B      | Platense                | 1       |               | 4A    | Huracán            | 0       |         |  |  |            |            |            |  |  |       |       |       |  |
|  |         |                         |         |               |       |                    |         |         |  |  |            |            |            |  |  |       |       |       |  |
|  |         |                         | 6B      | Platense      | 1     |                    |         |         |  |  |            |            |            |  |  |       |       |       |  |
|  | 1B      | Rosário Central         | 6B      | Platense      | 1     | 2                  |         |         |  |  |            |            |            |  |  |       |       |       |  |
|  | 1B      | Rosário Central         |         |               |       |                    |         |         |  |  |            |            |            |  |  |       |       |       |  |
|  | 8A      | Estudiantes             | 0       |               |       |                    |         |         |  |  |            |            |            |  |  |       |       |       |  |
|  | 8A      | Estudiantes             | 0       |               | 1B    | Rosário Central    | 0       |         |  |  |            |            |            |  |  |       |       |       |  |
|  |         |                         |         |               | 1B    | Rosário Central    | 0       |         |  |  |            |            |            |  |  |       |       |       |  |
|  |         |                         | 4A      | Huracán       | 1     |                    |         |         |  |  |            |            |            |  |  |       |       |       |  |
|  | 4A      | Huracán                 | 4A      | Huracán       | 1     | 3                  |         |         |  |  |            |            |            |  |  |       |       |       |  |
|  | 4A      | Huracán                 |         |               |       |                    |         |         |  |  |            |            |            |  |  |       |       |       |  |
|  | 5B      | Deportivo Riestra       | 2       |               |       |                    |         |         |  |  |            |            |            |  |  |       |       |       |  |
|  | 5B      | Deportivo Riestra       | 2       |               | 3B    | Independiente      | 0 (5)   |         |  |  |            |            |            |  |  |       |       |       |  |
|  |         |                         |         |               |       |                    |         |         |  |  |            |            |            |  |  |       |       |       |  |
|  |         |                         | 4A      | Huracán       | 0 (6) |                    |         |         |  |  |            |            |            |  |  |       |       |       |  |
|  | 2A      | Boca Juniors            | 4A      | Huracán       | 0 (6) | 0 (4)              |         |         |  |  |            |            |            |  |  |       |       |       |  |
|  | 2A      | Boca Juniors            |         |               |       |                    |         |         |  |  |            |            |            |  |  |       |       |       |  |
|  | 7B      | Lanús                   | 0 (2)   |               |       |                    |         |         |  |  |            |            |            |  |  |       |       |       |  |
|  | 7B      | Lanús                   | 0 (2)   |               | 2A    | Boca Juniors       | 0       |         |  |  |            |            |            |  |  |       |       |       |  |
|  |         |                         |         |               | 2A    | Boca Juniors       | 0       |         |  |  |            |            |            |  |  |       |       |       |  |
|  |         |                         | 3B      | Independiente | 1     |                    |         |         |  |  |            |            |            |  |  |       |       |       |  |
|  | 3B      | Independiente           | 3B      | Independiente | 1     | 1                  |         |         |  |  |            |            |            |  |  |       |       |       |  |
|  | 3B      | Independiente           |         |               |       |                    |         |         |  |  |            |            |            |  |  |       |       |       |  |
|  | 6A      | Independiente Rivadavia | 0       |               |       |                    |         |         |  |  |            |            |            |  |  |       |       |       |  |

#### Oitavas de final
| Equipe 1           | Resultado   | Equipe 2                |
| ------------------ | ----------- | ----------------------- |
| Argentinos Juniors | 3–1         | Instituto               |
| Rosário Central    | 2–0         | Estudiantes             |
| Boca Juniors       | 0–0 (4–2 p) | Lanús                   |
| River Plate        | 3–0         | Barracas Central        |
| Racing             | 0–1         | Platense                |
| Independiente      | 1–0         | Independiente Rivadavia |
| Huracán            | 3–2         | Deportivo Riestra       |
| San Lorenzo        | 2–1         | Tigre                   |

#### Quartas de final
| Equipe 1           | Resultado   | Equipe 2      |
| ------------------ | ----------- | ------------- |
| Argentinos Juniors | 1–1 (7–8 p) | San Lorenzo   |
| Rosário Central    | 0–1         | Huracán       |
| Boca Juniors       | 0–1         | Independiente |
| River Plate        | 1–1 (2–4 p) | Platense      |

#### Semifinais
| Equipe 1      | Resultado   | Equipe 2 |
| ------------- | ----------- | -------- |
| San Lorenzo   | 0–1         | Platense |
| Independiente | 0–0 (5–6 p) | Huracán  |

### Final
| Equipe 1 | Resultado | Equipe 2 |
| -------- | --------- | -------- |
| Huracán  | 0–1       | Platense |

#### Partida
| 1 de junho de 2025 | Huracán | 0 – 1     | Platense    | Estádio Único Madre de Ciudades, Santiago del Estero |
| 17:00 (UTC−3)      |         | Relatório | 63' Mainero | Árbitro: Facundo Tello                               |

### Campeão
| Campeonato Argentino – Apertura 2025 |
| ------------------------------------ |
| Platense Campeão (1.º título)        |

### Estatísticas
| Classificação | Jogador           | Clube              | Gols |
| ------------- | ----------------- | ------------------ | ---- |
| 1             | Tomás Molina      | Argentinos Juniors | 10   |
| 2             | Adrián Martínez   | Racing             | 9    |
| 2             | Andrés Vombergar  | San Lorenzo        | 9    |
| 4             | Nicolás Fernández | Belgrano           | 8    |
| 4             | Gabriel Ávalos    | Independiente      | 8    |
| 6             | Elías Torres      | Aldosivi           | 6    |
| 6             | Jhonatan Candia   | Barracas Central   | 6    |
| 6             | Miguel Merentiel  | Boca Juniors       | 6    |

| Classificação | Jogador            | Clube                   | Assistências |
| ------------- | ------------------ | ----------------------- | ------------ |
| 1             | Ignacio Malcorra   | Rosario Central         | 5            |
| 2             | Francisco Álvarez  | Argentinos Juniors      | 4            |
| 2             | Alan Lescano       | Argentinos Juniors      | 4            |
| 2             | Javier Ruiz        | Barracas Central        | 4            |
| 2             | Luis Angulo        | Central Córdoba (SdE)   | 4            |
| 2             | Sebastián Villa    | Independiente Rivadavia | 4            |
| 2             | Éver Banega        | Newell's Old Boys       | 4            |
| 2             | Guido Mainero      | Platense                | 4            |
| 2             | Gastón Martirena   | Racing                  | 4            |
| 2             | Franco Mastantuono | River Plate             | 4            |
| 2             | Gonzalo Montiel    | River Plate             | 4            |

## Torneio Clausura
O Torneo Clausura de 2025 — oficialmente denominado Torneo Betano Clausura de 2025 por motivos de patrocínio — é o segundo torneio da temporada da primeira divisão de 2025. A competição teve início em 11 de julho e está prevista para terminar em 14 de dezembro de 2025.

### Tabela da fase de grupos
- Atualizado até 11 de agosto de 2025

| #   | Equipe                  | PTS | J | V | E | D | GP | GC | SG | Classificação                   |
| --- | ----------------------- | --- | - | - | - | - | -- | -- | -- | ------------------------------- |
| 1º  | Barracas Central        | 9   | 4 | 3 | 0 | 1 | 7  | 5  | 2  | Fase final                      |
| 2º  | Estudiantes (LP)        | 9   | 4 | 3 | 0 | 1 | 5  | 3  | 2  | Fase final                      |
| 3º  | Belgrano                | 7   | 4 | 2 | 1 | 1 | 5  | 2  | 3  | Fase final                      |
| 4º  | Defensa y Justicia      | 7   | 4 | 2 | 1 | 1 | 4  | 2  | 2  | Fase final                      |
| 5º  | Central Córdoba (SdE)   | 6   | 4 | 1 | 3 | 0 | 4  | 3  | 1  | Fase final                      |
| 6º  | Huracán                 | 6   | 4 | 2 | 0 | 2 | 3  | 5  | −2 | Fase final                      |
| 7º  | Newell's Old Boys       | 5   | 4 | 1 | 2 | 1 | 4  | 4  | 0  | Fase final                      |
| 8º  | Argentinos Juniors      | 5   | 4 | 1 | 2 | 1 | 2  | 2  | 0  | Sorteio pela vaga na fase final |
| 8º  | Unión de Santa Fe       | 5   | 4 | 1 | 2 | 1 | 2  | 2  | 0  | Sorteio pela vaga na fase final |
| 10º | Independiente Rivadavia | 4   | 4 | 1 | 1 | 2 | 5  | 4  | 1  |                                 |
| 11º | Tigre                   | 4   | 4 | 1 | 1 | 2 | 3  | 4  | −1 |                                 |
| 12º | Racing                  | 4   | 4 | 1 | 1 | 2 | 2  | 3  | −1 |                                 |
| 13º | Banfield                | 4   | 4 | 1 | 1 | 2 | 4  | 6  | −2 |                                 |
| 14º | Boca Juniors            | 3   | 4 | 0 | 3 | 1 | 2  | 3  | −1 |                                 |
| 15º | Aldosivi                | 2   | 4 | 0 | 2 | 2 | 1  | 5  | −4 |                                 |

| #   | Equipe                  | PTS | J | V | E | D | GP | GC | SG | Classificação |
| --- | ----------------------- | --- | - | - | - | - | -- | -- | -- | ------------- |
| 1º  | River Plate             | 8   | 4 | 2 | 2 | 0 | 7  | 1  | 6  | Fase final    |
| 2º  | San Lorenzo             | 8   | 4 | 2 | 2 | 0 | 3  | 1  | 2  | Fase final    |
| 3º  | Gimnasia y Esgrima (LP) | 7   | 4 | 2 | 1 | 1 | 3  | 2  | 1  | Fase final    |
| 4º  | Lanús                   | 6   | 4 | 2 | 0 | 2 | 3  | 2  | 1  | Fase final    |
| 5º  | Rosário Central         | 6   | 4 | 1 | 3 | 0 | 2  | 1  | 1  | Fase final    |
| 6º  | Deportivo Riestra       | 6   | 4 | 2 | 0 | 2 | 4  | 4  | 0  | Fase final    |
| 7º  | Atlético Tucumán        | 5   | 4 | 1 | 2 | 1 | 3  | 3  | 0  | Fase final    |
| 8º  | Vélez Sarsfield         | 5   | 4 | 1 | 2 | 1 | 2  | 2  | 0  | Fase final    |
| 9º  | Sarmiento (J)           | 5   | 4 | 1 | 2 | 1 | 3  | 4  | −1 |               |
| 10º | Instituto               | 5   | 4 | 1 | 2 | 1 | 2  | 5  | −3 |               |
| 11º | San Martín (SJ)         | 4   | 4 | 1 | 1 | 2 | 4  | 5  | −1 |               |
| 12º | Talleres (C)            | 4   | 4 | 1 | 1 | 2 | 3  | 4  | −1 |               |
| 13º | Godoy Cruz              | 3   | 4 | 0 | 3 | 1 | 2  | 3  | −1 |               |
| 14º | Platense                | 3   | 4 | 0 | 3 | 1 | 2  | 4  | −2 |               |
| 15º | Independiente           | 2   | 4 | 0 | 2 | 2 | 3  | 5  | −2 |               |

| Fontes: AFA ― Soccerway ― ESPN ― TyC Sports |

### Jogos
A seguir temos a tabela de jogos com os resultados das 16 rodadas do Torneo Clausura:
| 11 de julho | Aldosivi | 0 ― 0 | Central Córdoba (SdE) |  |  |
|             |          |       |                       |  |  |

| 11 de julho | Talleres (C) | 1 ― 2 | San Lorenzo |  |  |
|             |              |       |             |  |  |

| 12 de julho | Huracán | 0 ― 3 | Belgrano |  |  |
|             |         |       |          |  |  |

| 12 de julho | Racing | 0 ― 1 | Barracas Central |  |  |
|             |        |       |                  |  |  |

| 12 de julho | Rosário Central | 1 ― 1 | Godoy Cruz |  |  |
|             |                 |       |            |  |  |

| 12 de julho | Gimnasia y Esgrima (LP) | 0 ― 1 | Instituto |  |  |
|             |                         |       |           |  |  |

| 13 de julho | Independiente Rivadavia | 1 ― 2 | Newell's Old Boys |  |  |
|             |                         |       |                   |  |  |

| 13 de julho | Argentinos Juniors | 0 ― 0 | Boca Juniors |  |  |
|             |                    |       |              |  |  |

| 13 de julho | Sarmiento (J) | 2 ― 2 | Independiente |  |  |
|             |               |       |               |  |  |

| 13 de julho | Atlético Tucumán | 2 ― 1 | San Martín (SJ) |  |  |
|             |                  |       |                 |  |  |

| 13 de julho | River Plate | 3 ― 1 | Platense |  |  |
|             |             |       |          |  |  |

| 14 de julho | Banfield | 0 ― 0 | Defensa y Justicia |  |  |
|             |          |       |                    |  |  |

| 14 de julho | Unión de Santa Fe | 1 ― 0 | Estudiantes (LP) |  |  |
|             |                   |       |                  |  |  |

| 14 de julho | Deportivo Riestra | 1 ― 0 | Lanús |  |  |
|             |                   |       |       |  |  |

| 14 de julho | Vélez Sarsfield | 2 ― 1 | Tigre |  |  |
|             |                 |       |       |  |  |

| 18 de julho | Boca Juniors | 1 ― 1 | Unión de Santa Fe |  |  |
|             |              |       |                   |  |  |

| 18 de julho | Atlético Tucumán | 1 ― 1 | Central Córdoba (SdE) |  |  |
|             |                  |       |                       |  |  |

| 19 de julho | San Lorenzo | 0 ― 0 | Gimnasia y Esgrima (LP) |  |  |
|             |             |       |                         |  |  |

| 19 de julho | Lanús | 0 ― 1 | Rosário Central |  |  |
|             |       |       |                 |  |  |

| 19 de julho | Godoy Cruz | 0 ― 0 | Sarmiento (J) |  |  |
|             |            |       |               |  |  |

| 19 de julho | Instituto | 0 ― 4 | River Plate |  |  |
|             |           |       |             |  |  |

| 20 de julho | Barracas Central | 0 ― 3 | Independiente Rivadavia |  |  |
|             |                  |       |                         |  |  |

| 20 de julho | Tigre | 2 ― 1 | Argentinos Juniors |  |  |
|             |       |       |                    |  |  |

| 20 de julho | Newell's Old Boys | 1 ― 2 | Banfield |  |  |
|             |                   |       |          |  |  |

| 20 de julho | Belgrano | 0 ― 1 | Racing |  |  |
|             |          |       |        |  |  |

| 20 de julho | Platense | 0 ― 0 | Vélez Sarsfield |  |  |
|             |          |       |                 |  |  |

| 20 de julho | Independiente | 1 ― 2 | Talleres (C) |  |  |
|             |               |       |              |  |  |

| 21 de julho | Estudiantes (LP) | 2 ― 1 | Huracán |  |  |
|             |                  |       |         |  |  |

| 21 de julho | Defensa y Justicia | 2 ― 0 | Aldosivi |  |  |
|             |                    |       |          |  |  |

| 21 de julho | San Martín (SJ) | 3 ― 2 | Deportivo Riestra |  |  |
|             |                 |       |                   |  |  |

| 25 de julho | Unión de Santa Fe | 0 ― 0 | Tigre |  |  |
|             |                   |       |       |  |  |

| 25 de julho | Sarmiento (J) | 0 ― 2 | Lanús |  |  |
|             |               |       |       |  |  |

| 26 de julho | Independiente Rivadavia | 0 ― 0 | Belgrano |  |  |
|             |                         |       |          |  |  |

| 26 de julho | Aldosivi | 0 ― 0 | Newell's Old Boys |  |  |
|             |          |       |                   |  |  |

| 26 de julho | Rosário Central | 0 ― 0 | San Martín (SJ) |  |  |
|             |                 |       |                 |  |  |

| 26 de julho | Vélez Sarsfield | 0 ― 0 | Instituto |  |  |
|             |                 |       |           |  |  |

| 26 de julho | Platense | 0 ― 0 | Argentinos Juniors |  |  |
|             |          |       |                    |  |  |

| 26 de julho | Racing | 0 ― 1 | Estudiantes (LP) |  |  |
|             |        |       |                  |  |  |

| 27 de julho | Huracán | 1 ― 0 | Boca Juniors |  |  |
|             |         |       |              |  |  |

| 27 de julho | Talleres (C) | 0 ― 0 | Godoy Cruz |  |  |
|             |              |       |            |  |  |

| 27 de julho | Gimnasia y Esgrima (LP) | 1 ― 0 | Independiente |  |  |
|             |                         |       |               |  |  |

| 27 de julho | River Plate | 0 ― 0 | San Lorenzo |  |  |
|             |             |       |             |  |  |

| 28 de julho | Central Córdoba (SdE) | 2 ― 1 | Defensa y Justicia |  |  |
|             |                       |       |                    |  |  |

| 28 de julho | Banfield | 1 ― 3 | Barracas Central |  |  |
|             |          |       |                  |  |  |

| 28 de julho | Deportivo Riestra | 1 ― 0 | Atlético Tucumán |  |  |
|             |                   |       |                  |  |  |

| 7 de agosto | Godoy Cruz | 1 ― 2 | Gimnasia y Esgrima (LP) |  |  |
|             |            |       |                         |  |  |

| 7 de agosto | San Lorenzo | 1 ― 0 | Vélez Sarsfield |  |  |
|             |             |       |                 |  |  |

| 7 de agosto | Estudiantes (LP) | 2 ― 1 | Independiente Rivadavia |  |  |
|             |                  |       |                         |  |  |

| 8 de agosto | Tigre | 0 ― 1 | Huracán |  |  |
|             |       |       |         |  |  |

| 8 de agosto | Lanús | 1 ― 0 | Talleres (C) |  |  |
|             |       |       |              |  |  |

| 8 de agosto | Newell's Old Boys | 1 ― 1 | Central Córdoba (SdE) |  |  |
|             |                   |       |                       |  |  |

| 9 de agosto | San Martín (SJ) | 0 ― 1 | Sarmiento (J) |  |  |
|             |                 |       |               |  |  |

| 9 de agosto | Boca Juniors | 1 ― 1 | Racing |  |  |
|             |              |       |        |  |  |

| 9 de agosto | Independiente | 0 ― 0 | River Plate |  |  |
|             |               |       |             |  |  |

| 9 de agosto | Belgrano | 2 ― 1 | Banfield |  |  |
|             |          |       |          |  |  |

| 9 de agosto | Atlético Tucumán | 0 ― 0 | Rosário Central |  |  |
|             |                  |       |                 |  |  |

| 10 de agosto | Barracas Central | 3 ― 1 | Aldosivi |  |  |
|              |                  |       |          |  |  |

| 10 de agosto | Argentinos Juniors | 1 ― 0 | Unión de Santa Fe |  |  |
|              |                    |       |                   |  |  |

| 10 de agosto | Instituto | 1 ― 1 | Platense |  |  |
|              |           |       |          |  |  |

| 11 de agosto | Defensa y Justicia | 1 ― 0 | Deportivo Riestra |  |  |
|              |                    |       |                   |  |  |

| 15 de agosto | Aldosivi | ― | Belgrano |  |  |
|              |          |   |          |  |  |

| 15 de agosto | Instituto | ― | Unión de Santa Fe |  |  |
|              |           |   |                   |  |  |

| 15 de agosto | Racing | ― | Tigre |  |  |
|              |        |   |       |  |  |

| 16 de agosto | Platense | ― | San Lorenzo |  |  |
|              |          |   |             |  |  |

| 16 de agosto | Huracán | ― | Argentinos Juniors |  |  |
|              |         |   |                    |  |  |

| 16 de agosto | Rosário Central | ― | Deportivo Riestra |  |  |
|              |                 |   |                   |  |  |

| 16 de agosto | Vélez Sarsfield | ― | Independiente |  |  |
|              |                 |   |               |  |  |

| 17 de agosto | Gimnasia y Esgrima (LP) | ― | Lanús |  |  |
|              |                         |   |       |  |  |

| 17 de agosto | Defensa y Justicia | ― | Newell's Old Boys |  |  |
|              |                    |   |                   |  |  |

| 17 de agosto | Banfield | ― | Estudiantes (LP) |  |  |
|              |          |   |                  |  |  |

| 17 de agosto | River Plate | ― | Godoy Cruz |  |  |
|              |             |   |            |  |  |

| 17 de agosto | Central Córdoba (SdE) | ― | Barracas Central |  |  |
|              |                       |   |                  |  |  |

| 17 de agosto | Independiente Rivadavia | ― | Boca Juniors |  |  |
|              |                         |   |              |  |  |

| 18 de agosto | Sarmiento (J) | ― | Atlético Tucumán |  |  |
|              |               |   |                  |  |  |

| 18 de agosto | Talleres (C) | ― | San Martín (SJ) |  |  |
|              |              |   |                 |  |  |

| 22 de agosto | Barracas Central | ― | Defensa y Justicia |  |  |
|              |                  |   |                    |  |  |

| 22 de agosto | Tigre | ― | Independiente Rivadavia |  |  |
|              |       |   |                         |  |  |

| 23 de agosto | San Lorenzo | ― | Instituto |  |  |
|              |             |   |           |  |  |

| 23 de agosto | Rosário Central | ― | Newell's Old Boys |  |  |
|              |                 |   |                   |  |  |

| 23 de agosto | Atlético Tucumán | ― | Talleres (C) |  |  |
|              |                  |   |              |  |  |

| 24 de agosto | Unión de Santa Fe | ― | Huracán |  |  |
|              |                   |   |         |  |  |

| 24 de agosto | Argentinos Juniors | ― | Racing |  |  |
|              |                    |   |        |  |  |

| 24 de agosto | Boca Juniors | ― | Banfield |  |  |
|              |              |   |          |  |  |

| 24 de agosto | Independiente | ― | Platense |  |  |
|              |               |   |          |  |  |

| 25 de agosto | Deportivo Riestra | ― | Sarmiento (J) |  |  |
|              |                   |   |               |  |  |

| 25 de agosto | Belgrano | ― | Central Córdoba (SdE) |  |  |
|              |          |   |                       |  |  |

| 25 de agosto | Godoy Cruz | ― | Vélez Sarsfield |  |  |
|              |            |   |                 |  |  |

| 25 de agosto | Estudiantes (LP) | ― | Aldosivi |  |  |
|              |                  |   |          |  |  |

| 25 de agosto | Lanús | ― | River Plate |  |  |
|              |       |   |             |  |  |

| 23 de agosto | San Martín (SJ) | ― | Gimnasia y Esgrima (LP) |  |  |
|              |                 |   |                         |  |  |

|  | Aldosivi | ― | Boca Juniors |  |  |
|  |          |   |              |  |  |

|  | Central Córdoba (SdE) | ― | Estudiantes (LP) |  |  |
|  |                       |   |                  |  |  |

|  | Newell's Old Boys | ― | Barracas Central |  |  |
|  |                   |   |                  |  |  |

|  | Independiente Rivadavia | ― | Argentinos Juniors |  |  |
|  |                         |   |                    |  |  |

|  | Banfield | ― | Tigre |  |  |
|  |          |   |       |  |  |

|  | Defensa y Justicia | ― | Belgrano |  |  |
|  |                    |   |          |  |  |

|  | Racing | ― | Unión de Santa Fe |  |  |
|  |        |   |                   |  |  |

|  | Instituto | ― | Independiente |  |  |
|  |           |   |               |  |  |

|  | Talleres (C) | ― | Deportivo Riestra |  |  |
|  |              |   |                   |  |  |

|  | River Plate | ― | San Martín (SJ) |  |  |
|  |             |   |                 |  |  |

|  | Gimnasia y Esgrima (LP) | ― | Atlético Tucumán |  |  |
|  |                         |   |                  |  |  |

|  | Vélez Sarsfield | ― | Lanús |  |  |
|  |                 |   |       |  |  |

|  | Platense | ― | Godoy Cruz |  |  |
|  |          |   |            |  |  |

|  | Sarmiento (J) | ― | Rosário Central |  |  |
|  |               |   |                 |  |  |

|  | San Lorenzo | ― | Huracán |  |  |
|  |             |   |         |  |  |

|  | Newell's Old Boys | ― | Atlético Tucumán |  |  |
|  |                   |   |                  |  |  |

|  | Racing | ― | San Lorenzo |  |  |
|  |        |   |             |  |  |

|  | Belgrano | ― | San Martín (SJ) |  |  |
|  |          |   |                 |  |  |

|  | Instituto | ― | Argentinos Juniors |  |  |
|  |           |   |                    |  |  |

|  | Lanús | ― | Independiente Rivadavia |  |  |
|  |       |   |                         |  |  |

|  | Deportivo Riestra | ― | Central Córdoba (SdE) |  |  |
|  |                   |   |                       |  |  |

|  | Sarmiento (J) | ― | Aldosivi |  |  |
|  |               |   |          |  |  |

|  | Rosário Central | ― | Boca Juniors |  |  |
|  |                 |   |              |  |  |

|  | Gimnasia y Esgrima (LP) | ― | Unión de Santa Fe |  |  |
|  |                         |   |                   |  |  |

|  | Huracán | ― | Vélez Sarsfield |  |  |
|  |         |   |                 |  |  |

|  | Independiente | ― | Banfield |  |  |
|  |               |   |          |  |  |

|  | Godoy Cruz | ― | Barracas Central |  |  |
|  |            |   |                  |  |  |

|  | Tigre | ― | Talleres (C) |  |  |
|  |       |   |              |  |  |

|  | Estudiantes (LP) | ― | River Plate |  |  |
|  |                  |   |             |  |  |

|  | Defensa y Justicia | ― | Platense |  |  |
|  |                    |   |          |  |  |

|  | Estudiantes (LP) | ― | Defensa y Justicia |  |  |
|  |                  |   |                    |  |  |

|  | Argentinos Juniors | ― | Banfield |  |  |
|  |                    |   |          |  |  |

|  | Unión de Santa Fe | ― | Independiente Rivadavia |  |  |
|  |                   |   |                         |  |  |

|  | Tigre | ― | Aldosivi |  |  |
|  |       |   |          |  |  |

|  | Boca Juniors | ― | Central Córdoba (SdE) |  |  |
|  |              |   |                       |  |  |

|  | Huracán | ― | Racing |  |  |
|  |         |   |        |  |  |

|  | Belgrano | ― | Newell's Old Boys |  |  |
|  |          |   |                   |  |  |

|  | Independiente | ― | San Lorenzo |  |  |
|  |               |   |             |  |  |

|  | Lanús | ― | Platense |  |  |
|  |       |   |          |  |  |

|  | Atlético Tucumán | ― | River Plate |  |  |
|  |                  |   |             |  |  |

|  | Deportivo Riestra | ― | Gimnasia y Esgrima (LP) |  |  |
|  |                   |   |                         |  |  |

|  | Rosário Central | ― | Talleres (C) |  |  |
|  |                 |   |              |  |  |

|  | San Martín (SJ) | ― | Vélez Sarsfield |  |  |
|  |                 |   |                 |  |  |

|  | Godoy Cruz | ― | Instituto |  |  |
|  |            |   |           |  |  |

|  | Barracas Central | ― | Sarmiento (J) |  |  |
|  |                  |   |               |  |  |

|  | Independiente Rivadavia | ― | Huracán |  |  |
|  |                         |   |         |  |  |

|  | Barracas Central | ― | Belgrano |  |  |
|  |                  |   |          |  |  |

|  | Newell's Old Boys | ― | Estudiantes (LP) |  |  |
|  |                   |   |                  |  |  |

|  | Defensa y Justicia | ― | Boca Juniors |  |  |
|  |                    |   |              |  |  |

|  | Central Córdoba (SdE) | ― | Tigre |  |  |
|  |                       |   |       |  |  |

|  | Aldosivi | ― | Argentinos Juniors |  |  |
|  |          |   |                    |  |  |

|  | Banfield | ― | Unión de Santa Fe |  |  |
|  |          |   |                   |  |  |

|  | San Lorenzo | ― | Godoy Cruz |  |  |
|  |             |   |            |  |  |

|  | River Plate | ― | Deportivo Riestra |  |  |
|  |             |   |                   |  |  |

|  | Gimnasia y Esgrima (LP) | ― | Rosário Central |  |  |
|  |                         |   |                 |  |  |

|  | Instituto | ― | Lanús |  |  |
|  |           |   |       |  |  |

|  | Platense | ― | San Martín (SJ) |  |  |
|  |          |   |                 |  |  |

|  | Vélez Sarsfield | ― | Atlético Tucumán |  |  |
|  |                 |   |                  |  |  |

|  | Talleres (C) | ― | Sarmiento (J) |  |  |
|  |              |   |               |  |  |

|  | Racing | ― | Independiente |  |  |
|  |        |   |               |  |  |

|  | Huracán | ― | Banfield |  |  |
|  |         |   |          |  |  |

|  | Tigre | ― | Defensa y Justicia |  |  |
|  |       |   |                    |  |  |

|  | Estudiantes (LP) | ― | Barracas Central |  |  |
|  |                  |   |                  |  |  |

|  | Boca Juniors | ― | Newell's Old Boys |  |  |
|  |              |   |                   |  |  |

|  | Racing | ― | Independiente Rivadavia |  |  |
|  |        |   |                         |  |  |

|  | Unión de Santa Fe | ― | Aldosivi |  |  |
|  |                   |   |          |  |  |

|  | Argentinos Juniors | ― | Central Córdoba (SdE) |  |  |
|  |                    |   |                       |  |  |

|  | Atlético Tucumán | ― | Platense |  |  |
|  |                  |   |          |  |  |

|  | Sarmiento (J) | ― | Gimnasia y Esgrima (LP) |  |  |
|  |               |   |                         |  |  |

|  | San Martín (SJ) | ― | Instituto |  |  |
|  |                 |   |           |  |  |

|  | Lanús | ― | San Lorenzo |  |  |
|  |       |   |             |  |  |

|  | Rosário Central | ― | River Plate |  |  |
|  |                 |   |             |  |  |

|  | Deportivo Riestra | ― | Vélez Sarsfield |  |  |
|  |                   |   |                 |  |  |

|  | Godoy Cruz | ― | Independiente |  |  |
|  |            |   |               |  |  |

|  | Talleres (C) | ― | Belgrano |  |  |
|  |              |   |          |  |  |

|  | Defensa y Justicia | ― | Argentinos Juniors |  |  |
|  |                    |   |                    |  |  |

|  | Belgrano | ― | Estudiantes (LP) |  |  |
|  |          |   |                  |  |  |

|  | Newell's Old Boys | ― | Tigre |  |  |
|  |                   |   |       |  |  |

|  | Aldosivi | ― | Huracán |  |  |
|  |          |   |         |  |  |

|  | Central Córdoba (SdE) | ― | Unión de Santa Fe |  |  |
|  |                       |   |                   |  |  |

|  | Barracas Central | ― | Boca Juniors |  |  |
|  |                  |   |              |  |  |

|  | Banfield | ― | Racing |  |  |
|  |          |   |        |  |  |

|  | Instituto | ― | Atlético Tucumán |  |  |
|  |           |   |                  |  |  |

|  | Vélez Sarsfield | ― | Rosário Central |  |  |
|  |                 |   |                 |  |  |

|  | Platense | ― | Deportivo Riestra |  |  |
|  |          |   |                   |  |  |

|  | San Lorenzo | ― | San Martín (SJ) |  |  |
|  |             |   |                 |  |  |

|  | River Plate | ― | Sarmiento (J) |  |  |
|  |             |   |               |  |  |

|  | Gimnasia y Esgrima (LP) | ― | Talleres (C) |  |  |
|  |                         |   |              |  |  |

|  | Independiente | ― | Lanús |  |  |
|  |               |   |       |  |  |

|  | Independiente Rivadavia | ― | Godoy Cruz |  |  |
|  |                         |   |            |  |  |

|  | Tigre | ― | Barracas Central |  |  |
|  |       |   |                  |  |  |

|  | Argentinos Juniors | ― | Newell's Old Boys |  |  |
|  |                    |   |                   |  |  |

|  | Boca Juniors | ― | Belgrano |  |  |
|  |              |   |          |  |  |

|  | Racing | ― | Aldosivi |  |  |
|  |        |   |          |  |  |

|  | Unión de Santa Fe | ― | Defensa y Justicia |  |  |
|  |                   |   |                    |  |  |

|  | Independiente Rivadavia | ― | Banfield |  |  |
|  |                         |   |          |  |  |

|  | Huracán | ― | Central Córdoba (SdE) |  |  |
|  |         |   |                       |  |  |

|  | Sarmiento (J) | ― | Vélez Sarsfield |  |  |
|  |               |   |                 |  |  |

|  | Deportivo Riestra | ― | Instituto |  |  |
|  |                   |   |           |  |  |

|  | Atlético Tucumán | ― | San Lorenzo |  |  |
|  |                  |   |             |  |  |

|  | Lanús | ― | Godoy Cruz |  |  |
|  |       |   |            |  |  |

|  | San Martín (SJ) | ― | Independiente |  |  |
|  |                 |   |               |  |  |

|  | Talleres (C) | ― | River Plate |  |  |
|  |              |   |             |  |  |

|  | Rosário Central | ― | Platense |  |  |
|  |                 |   |          |  |  |

|  | Estudiantes (LP) | ― | Gimnasia y Esgrima (LP) |  |  |
|  |                  |   |                         |  |  |

|  | Estudiantes (LP) | ― | Boca Juniors |  |  |
|  |                  |   |              |  |  |

|  | Newell's Old Boys | ― | Unión de Santa Fe |  |  |
|  |                   |   |                   |  |  |

|  | Belgrano | ― | Tigre |  |  |
|  |          |   |       |  |  |

|  | Defensa y Justicia | ― | Huracán |  |  |
|  |                    |   |         |  |  |

|  | Barracas Central | ― | Argentinos Juniors |  |  |
|  |                  |   |                    |  |  |

|  | Aldosivi | ― | Independiente Rivadavia |  |  |
|  |          |   |                         |  |  |

|  | Central Córdoba (SdE) | ― | Racing |  |  |
|  |                       |   |        |  |  |

|  | River Plate | ― | Gimnasia y Esgrima (LP) |  |  |
|  |             |   |                         |  |  |

|  | Platense | ― | Sarmiento (J) |  |  |
|  |          |   |               |  |  |

|  | San Lorenzo | ― | Deportivo Riestra |  |  |
|  |             |   |                   |  |  |

|  | Vélez Sarsfield | ― | Talleres (C) |  |  |
|  |                 |   |              |  |  |

|  | Godoy Cruz | ― | San Martín (SJ) |  |  |
|  |            |   |                 |  |  |

|  | Independiente | ― | Atlético Tucumán |  |  |
|  |               |   |                  |  |  |

|  | Instituto | ― | Rosário Central |  |  |
|  |           |   |                 |  |  |

|  | Banfield | ― | Lanús |  |  |
|  |          |   |       |  |  |

|  | Huracán | ― | Newell's Old Boys |  |  |
|  |         |   |                   |  |  |

|  | Unión de Santa Fe | ― | Barracas Central |  |  |
|  |                   |   |                  |  |  |

|  | Independiente Rivadavia | ― | Central Córdoba (SdE) |  |  |
|  |                         |   |                       |  |  |

|  | Banfield | ― | Aldosivi |  |  |
|  |          |   |          |  |  |

|  | Racing | ― | Defensa y Justicia |  |  |
|  |        |   |                    |  |  |

|  | Argentinos Juniors | ― | Belgrano |  |  |
|  |                    |   |          |  |  |

|  | Tigre | ― | Estudiantes (LP) |  |  |
|  |       |   |                  |  |  |

|  | Deportivo Riestra | ― | Independiente |  |  |
|  |                   |   |               |  |  |

|  | San Martín (SJ) | ― | Lanús |  |  |
|  |                 |   |       |  |  |

|  | Sarmiento (J) | ― | Instituto |  |  |
|  |               |   |           |  |  |

|  | Atlético Tucumán | ― | Godoy Cruz |  |  |
|  |                  |   |            |  |  |

|  | Talleres (C) | ― | Platense |  |  |
|  |              |   |          |  |  |

|  | Gimnasia y Esgrima (LP) | ― | Vélez Sarsfield |  |  |
|  |                         |   |                 |  |  |

|  | Rosário Central | ― | San Lorenzo |  |  |
|  |                 |   |             |  |  |

|  | Boca Juniors | ― | River Plate |  |  |
|  |              |   |             |  |  |

|  | Barracas Central | ― | Huracán |  |  |
|  |                  |   |         |  |  |

|  | Defensa y Justicia | ― | Independiente Rivadavia |  |  |
|  |                    |   |                         |  |  |

|  | Central Córdoba (SdE) | ― | Banfield |  |  |
|  |                       |   |          |  |  |

|  | Belgrano | ― | Unión de Santa Fe |  |  |
|  |          |   |                   |  |  |

|  | Estudiantes (LP) | ― | Argentinos Juniors |  |  |
|  |                  |   |                    |  |  |

|  | Boca Juniors | ― | Tigre |  |  |
|  |              |   |       |  |  |

|  | Newell's Old Boys | ― | Racing |  |  |
|  |                   |   |        |  |  |

|  | Platense | ― | Gimnasia y Esgrima (LP) |  |  |
|  |          |   |                         |  |  |

|  | Godoy Cruz | ― | Deportivo Riestra |  |  |
|  |            |   |                   |  |  |

|  | Vélez Sarsfield | ― | River Plate |  |  |
|  |                 |   |             |  |  |

|  | Lanús | ― | Atlético Tucumán |  |  |
|  |       |   |                  |  |  |

|  | San Lorenzo | ― | Sarmiento (J) |  |  |
|  |             |   |               |  |  |

|  | Instituto | ― | Talleres (C) |  |  |
|  |           |   |              |  |  |

|  | Independiente | ― | Rosário Central |  |  |
|  |               |   |                 |  |  |

|  | Aldosivi | ― | San Martín (SJ) |  |  |
|  |          |   |                 |  |  |

### Fase final
| O1 | 1º do Grupo A | ― | 8º do Grupo B |  |  |
|    |               |   |               |  |  |

| O2 | 1º do Grupo B | ― | 8º do Grupo A |  |  |
|    |               |   |               |  |  |

| O4 | 2º do Grupo A | ― | 7º do Grupo B |  |  |
|    |               |   |               |  |  |

| O4 | 2º do Grupo B | ― | 7º do Grupo A |  |  |
|    |               |   |               |  |  |

| O5 | 3º do Grupo A | ― | 6º do Grupo B |  |  |
|    |               |   |               |  |  |

| O6 | 3º do Grupo B | ― | 6º do Grupo A |  |  |
|    |               |   |               |  |  |

| O7 | 4º do Grupo A | ― | 5º do Grupo B |  |  |
|    |               |   |               |  |  |

| O8 | 4º do Grupo B | ― | 5º do Grupo A |  |  |
|    |               |   |               |  |  |

| Q1 | Vencedor da Chave O1 | ― | Vencedor da Chave O8 |  |  |
|    |                      |   |                      |  |  |

| Q2 | Vencedor da Chave O2 | ― | Vencedor da Chave O7 |  |  |
|    |                      |   |                      |  |  |

| Q3 | Vencedor da Chave O3 | ― | Vencedor da Chave O6 |  |  |
|    |                      |   |                      |  |  |

| Q4 | Vencedor da Chave O4 | ― | Vencedor da Chave O5 |  |  |
|    |                      |   |                      |  |  |

| S1 | Vencedor da Chave Q1 | ― | Vencedor da Chave Q4 |  |  |
|    |                      |   |                      |  |  |

| S2 | Vencedor da Chave Q2 | ― | Vencedor da Chave Q3 |  |  |
|    |                      |   |                      |  |  |

| \| 14 de dezembro — \| Vencedor da Chave S1 \| Chave F \| Vencedor da Chave S2 \| \| \| \| \| \| \| \| \| \| |                      |         |                      |  |  |
| 14 de dezembro —                                                                                             | Vencedor da Chave S1 | Chave F | Vencedor da Chave S2 |  |  |
| |                      |         |                      |  |  |

## Tabela agregada

### Qualificação internacional
Os campeões do Apertura, do Clausura e da Copa Argentina 2025 ganharão uma vaga para a Copa Libertadores da América de 2026. As vagas restantes para a Libertadores assim como as para a Copa Sul-Americana de 2026 serão determinadas por uma tabela agregada das fases de grupos do Apertura e do Clausura. Os três primeiros times nesta tabela a não estarem classificados para nenhum torneio internacional se classificarão para a Copa Libertadores, e as próximas seis equipes irão para a Copa Sul-Americana.

### Rebaixamento
Nesta temporada, a última equipe da tabela agregada será rebaixada para a Primera B Nacional de 2026. Se duas ou mais equipes empatarem em pontos, partidas extras serão jogadas para decidir qual equipe será rebaixada.
- Atualizado até 11 de agosto de 2025.

| #   | Equipe                  | PTS | PJ | V  | E  | D  | GP | GC | SG  | Classificação                   |
| --- | ----------------------- | --- | -- | -- | -- | -- | -- | -- | --- | ------------------------------- |
| 1º  | Rosário Central         | 41  | 20 | 11 | 8  | 1  | 24 | 9  | 15  | Fase de grupos da Libertadores  |
| 2º  | River Plate             | 39  | 20 | 10 | 9  | 1  | 28 | 10 | 18  | Fase de grupos da Libertadores  |
| 3º  | Argentinos Juniors      | 38  | 20 | 10 | 8  | 2  | 26 | 11 | 15  | Segunda fase da Libertadores    |
| 4º  | Boca Juniors            | 36  | 20 | 10 | 6  | 4  | 26 | 14 | 12  | Fase de grupos da Sul-Americana |
| 5º  | San Lorenzo             | 35  | 20 | 9  | 8  | 3  | 17 | 11 | 6   | Fase de grupos da Sul-Americana |
| 6º  | Barracas Central        | 35  | 20 | 10 | 5  | 5  | 27 | 23 | 4   | Fase de grupos da Sul-Americana |
| 7º  | Huracán                 | 33  | 20 | 9  | 6  | 5  | 22 | 17 | 5   | Fase de grupos da Sul-Americana |
| 8º  | Racing                  | 32  | 20 | 10 | 2  | 8  | 28 | 19 | 9   | Fase de grupos da Sul-Americana |
| 9º  | Independiente           | 31  | 20 | 8  | 7  | 5  | 26 | 17 | 9   | Fase de grupos da Sul-Americana |
| 10º | Tigre                   | 31  | 20 | 9  | 4  | 7  | 21 | 16 | 5   |                                 |
| 11º | Independiente Rivadavia | 31  | 20 | 8  | 7  | 5  | 25 | 21 | 4   |                                 |
| 12º | Deportivo Riestra       | 30  | 20 | 7  | 9  | 4  | 17 | 11 | 6   |                                 |
| 13º | Estudiantes             | 30  | 20 | 8  | 6  | 6  | 23 | 22 | 1   |                                 |
| 14º | Lanús                   | 26  | 20 | 6  | 8  | 6  | 16 | 13 | 3   |                                 |
| 15º | Platense                | 26  | 20 | 6  | 8  | 6  | 15 | 15 | 0   | Fase de grupos da Libertadores  |
| 16º | Defensa y Justicia      | 26  | 20 | 7  | 5  | 8  | 22 | 24 | −2  |                                 |
| 17º | Central Córdoba         | 24  | 20 | 6  | 6  | 8  | 25 | 25 | 0   |                                 |
| 18º | Newell's Old Boys       | 24  | 20 | 6  | 6  | 8  | 16 | 19 | −3  |                                 |
| 19º | Belgrano                | 24  | 20 | 5  | 9  | 6  | 18 | 25 | −7  |                                 |
| 20º | Instituto               | 23  | 20 | 6  | 5  | 9  | 18 | 25 | −7  |                                 |
| 21º | Gimnasia y Esgrima      | 23  | 20 | 6  | 5  | 9  | 12 | 20 | −8  |                                 |
| 22º | Atlético Tucumán        | 21  | 20 | 6  | 3  | 11 | 20 | 24 | −4  |                                 |
| 23º | Sarmiento               | 20  | 20 | 3  | 11 | 6  | 14 | 23 | −9  |                                 |
| 24º | Godoy Cruz              | 20  | 20 | 3  | 11 | 6  | 10 | 21 | −11 |                                 |
| 25º | Unión de Santa Fe       | 19  | 20 | 4  | 7  | 9  | 13 | 19 | −6  |                                 |
| 26º | Vélez Sarsfield         | 19  | 20 | 5  | 4  | 11 | 9  | 24 | −15 |                                 |
| 27º | Banfield                | 18  | 20 | 4  | 6  | 10 | 18 | 25 | −7  |                                 |
| 28º | Talleres                | 17  | 20 | 3  | 8  | 9  | 14 | 19 | −5  |                                 |
| 29º | Aldosivi                | 17  | 20 | 4  | 5  | 11 | 19 | 33 | −14 |                                 |
| 30º | San Martín              | 13  | 20 | 3  | 4  | 13 | 9  | 23 | −14 | Rebaixado                       |

| Fontes: AFA ― Soccerway ― ESPN ― TyC Sports |

| Notas: 1. 2. |

## Rebaixamento baseado nos coeficientes
Além do rebaixamento baseado na tabela agregada, uma equipe será rebaixada ao final da temporada baseado nos coeficientes, que levará em consideração os pontos obtidos pelos clubes durante a temporada atual (pontos da tabela agregada) e das duas temporadas anteriores (apenas a primeira divisão será contabilizada). A contagem total será então dividida pelo número de partidas jogadas na primeira divisão nas três temporadas e uma média será calculada. A equipe com a pior média ao fim da temporada será rebaixada à segunda divisão.
- Atualizado até 11 de agosto de 2025.

| #   | Equipe                  | Média | 2023 | 2024 | 2025 | PTS | J   | Rebaixamento |
| --- | ----------------------- | ----- | ---- | ---- | ---- | --- | --- | ------------ |
| 1º  | River Plate             | 1,901 | 85   | 70   | 39   | 194 | 102 |              |
| 2º  | Boca Juniors            | 1,617 | 62   | 67   | 36   | 165 | 102 |              |
| 3º  | Racing                  | 1,588 | 60   | 70   | 32   | 162 | 102 |              |
| 4º  | Talleres                | 1,529 | 67   | 72   | 17   | 156 | 102 |              |
| 5º  | Estudiantes             | 1,519 | 62   | 63   | 30   | 155 | 102 |              |
| 6º  | Rosário Central         | 1,500 | 65   | 47   | 41   | 153 | 102 |              |
| 7º  | Argentinos Juniors      | 1,450 | 54   | 56   | 38   | 148 | 102 |              |
| 8º  | Godoy Cruz              | 1,441 | 63   | 64   | 20   | 147 | 102 |              |
| 9º  | Huracán                 | 1,431 | 51   | 62   | 33   | 146 | 102 |              |
| 10º | Independiente           | 1,421 | 51   | 63   | 31   | 145 | 102 |              |
| 11º | San Lorenzo             | 1,411 | 64   | 45   | 35   | 144 | 102 |              |
| 11º | Vélez Sarsfield         | 1,411 | 49   | 76   | 19   | 144 | 102 |              |
| 13º | Defensa y Justicia      | 1,392 | 58   | 58   | 26   | 142 | 102 |              |
| 13º | Lanús                   | 1,392 | 57   | 59   | 26   | 142 | 102 |              |
| 15º | Platense                | 1,343 | 54   | 57   | 26   | 137 | 102 |              |
| 16º | Barracas Central        | 1,303 | 49   | 49   | 35   | 133 | 102 |              |
| 17º | Deportivo Riestra       | 1,278 | —    | 48   | 30   | 78  | 61  |              |
| 18º | Belgrano                | 1,274 | 57   | 49   | 24   | 130 | 102 |              |
| 19º | Independiente Rivadavia | 1,262 | —    | 46   | 31   | 77  | 61  |              |
| 20º | Instituto               | 1,254 | 52   | 53   | 23   | 128 | 102 |              |
| 21º | Newell's Old Boys       | 1,235 | 53   | 49   | 24   | 126 | 102 |              |
| 22º | Atlético Tucumán        | 1,225 | 54   | 50   | 21   | 125 | 102 |              |
| 22º | Unión de Santa Fe       | 1,225 | 46   | 60   | 19   | 125 | 102 |              |
| 24º | Tigre                   | 1,147 | 47   | 39   | 31   | 117 | 102 |              |
| 25º | Gimnasia y Esgrima      | 1,137 | 45   | 48   | 23   | 116 | 102 |              |
| 26º | Central Córdoba         | 1,117 | 48   | 42   | 24   | 114 | 102 |              |
| 27º | Banfield                | 1,098 | 53   | 41   | 18   | 112 | 102 |              |
| 28º | Sarmiento               | 0,990 | 46   | 35   | 20   | 101 | 102 |              |
| 29º | Aldosivi                | 0,850 | —    | —    | 17   | 17  | 20  |              |
| 30º | San Martín              | 0,650 | —    | —    | 13   | 13  | 20  | Rebaixado    |

| Fontes: AFA ― Soccerway ― ESPN ― TyC Sports |